# Карякино (Башкортостан)
Карякино (баш. Карякин) — деревня в Краснокамском районе Республики Башкортостан Российской Федерации. Входит в состав Музяковского сельсовета.

## География

### Географическое положение
Расстояние до:
- районного центра (Николо-Берёзовка): 12 км,
- центра сельсовета (Музяк): 7 км,
- ближайшей ж/д станции (Тупик): 3 км.

## История
Впервые упоминается в 1654 году, в Писцовой книге Казанского уезда, как деревня в дворцовой Сарапульской волости Арской дороги Казанского уезда.

## Население
| 2002 | 2009 | 2010 |
| ---- | ---- | ---- |
| 131  | ↘119 | ↗130 |

Национальный состав
Согласно переписи 2002 года, преобладающая национальность — русские (81 %).